# Idiocera multipunctata
Idiocera multipunctata là một loài ruồi trong họ Limoniidae. Chúng phân bố ở miền Cổ bắc.